# Güzelbahçe

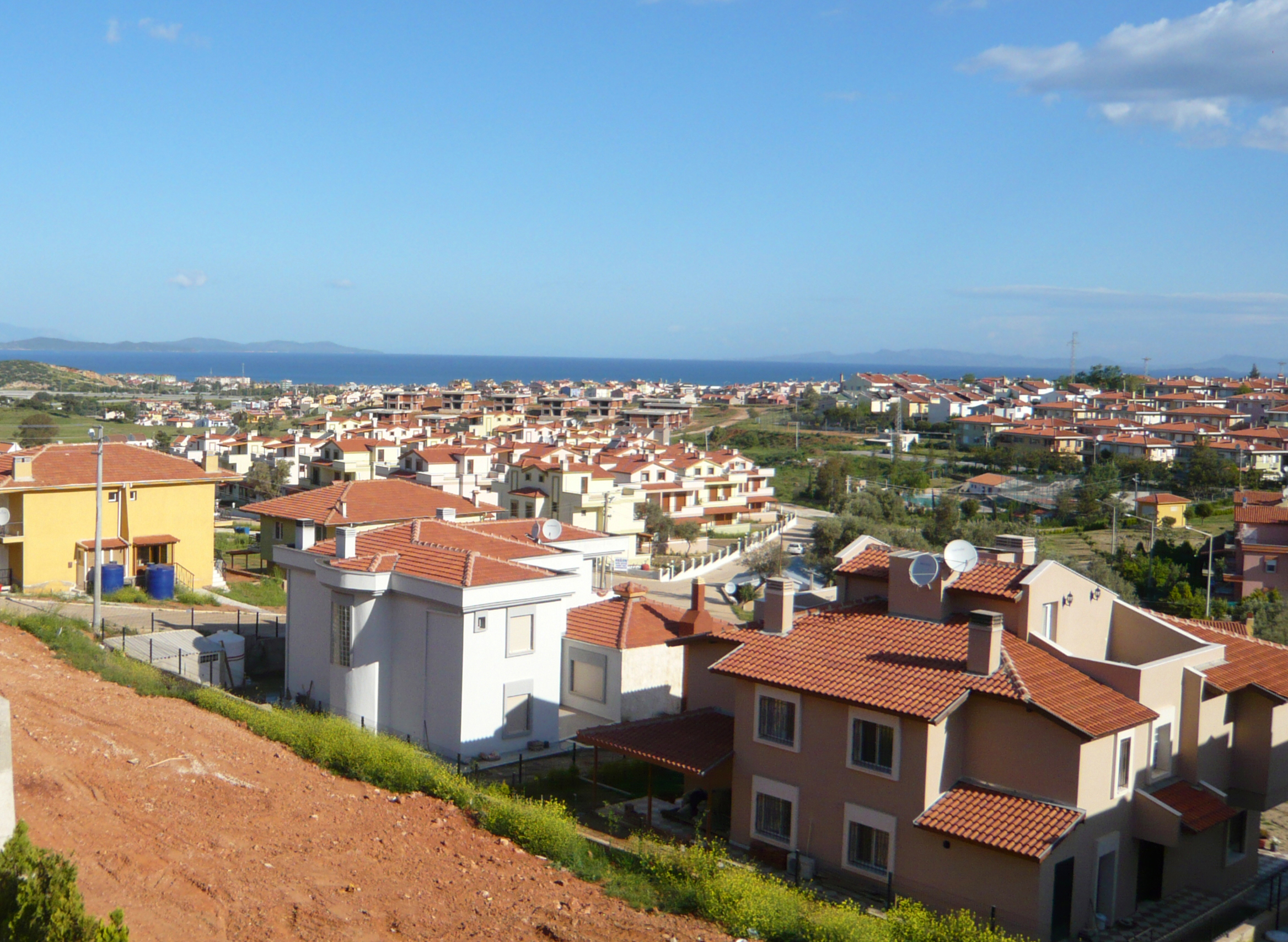
Güzelbahçe

Güzelbahçe (z tureckiego oznacza piękny ogród, dawniej Kilizman, Kızılbahçe) – miejscowość w Turcji, w prowincji İzmir, formalnie stanowiąca część aglomeracji miasta Izmir, położona bezpośrednio nad Morzem Egejskim. Ma charakter miejscowości rybackiej i jest znana z restauracji serwujących dania rybne. Dojazd do Güzelbahçe możliwy jest z centrum Izmiru za pośrednictwem dolmuszy z dworca Üçkuyular bądź autobusami miejskimi linii 320, 209 lub 8.